# Propanoplosaurus
Propanoplosaurus – rodzaj wymarłego dinozaura, tyreofora z rodziny nodozaurów.
Skamieniałości nieznanego wcześniej dinozaura znaleziono w skałach formacji Patuxent, rozpościerającej się w amerykańskich stanach Maryland i Virginia, datowanej na kredę wczesną, na wczesny apt. Odkrycia dokonano w Maryland, w hrabstwie Prince George's. O ile wcześniej miejsca te dostarczyły paleontologom licznych skamieniałości, nowe znalezisko wyróżniało się spośród nich. Wśród skamieniałych śladów odnaleziono bowiem pozostałości w postaci odlewu niewielkiego szkieletu zwierzęcia, które musiało dopiero niedługo wcześniej wykluć się z jaja. Budowa szczątków wskazywała, że chodzi o przedstawiciela Ankylosauria. Dokładniejsze badania pozwoliły umieścić znalezisko w obrębie rodziny nodozaurów. Nowemu rodzajowi autorzy nadali nazwę Propanoplosaurus. Nazwę taką utworzyli, dodając grecki przedrostek pro oznaczający przed do nazwy rodzajowej panoplozaura, którego nowy rodzaj przypomina budową zwłaszcza ornamentacji grzbietu czaszki. W rodzaju umieszczono pojedynczy gatunek P. marylandicus. Epitet gatunkowy odnosi się do miejsca znalezienia kości. Holotyp oznakowano jako USNM 540686. Ray Stanford, David B. Weishampel i Valerie B. Deleon opisali go w 2011 w Journal of Paleontology w pracy zatytułowanej The first hatchling dinosaur reported from the eastern United States: Propanoplosaurus marylandicus (Dinosauria: Ankylosauria) from the Early Cretaceous of Maryland, U.S.A.. Zwierzę odróżnia się od swych krewniaków węższym pyskiem i bardziej dziobowo umieszczonymi trójkątnymi płytkami na grzbiecie pyska, a także krótszym sklepieniem czaszki. Znalezisko stanowi pierwszą pozostałość wykluwającego się dinozaura we wschodniej Ameryce Północnej.